# Nero Portoro

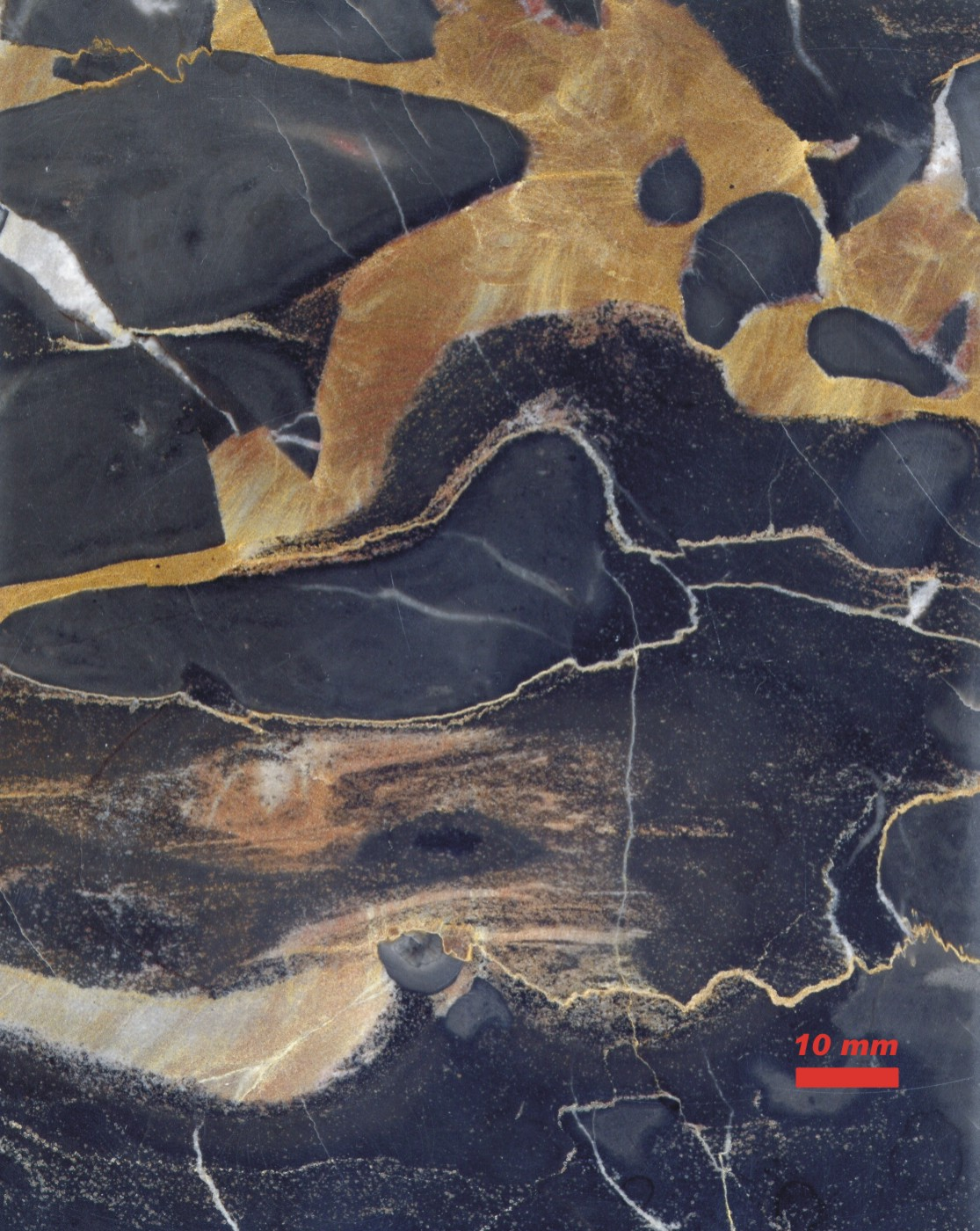
Nero Portoro

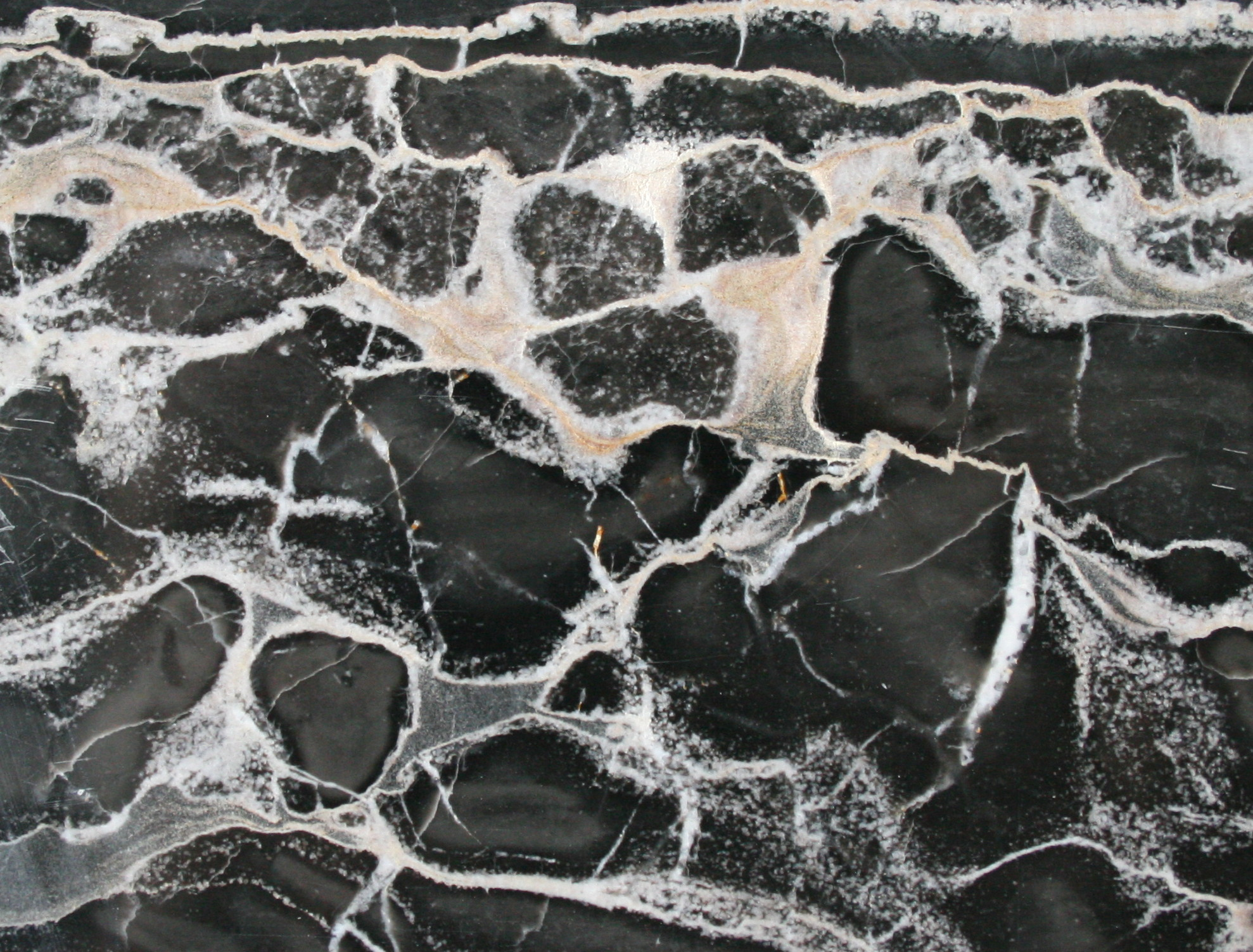
Nero Portoro Bianco mit zahlreichen weißen und wenigen goldfarbenen Adern (Muster ca. 12 × 8 cm)

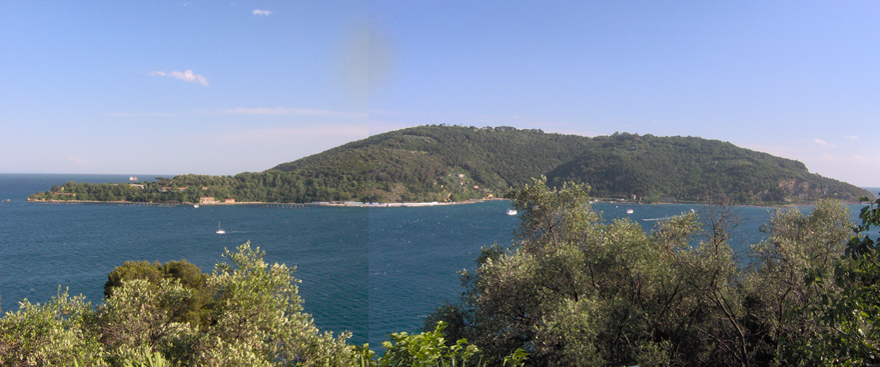
Isola Palmaria vom Festland aus betrachtet

Nero Portoro ist ein schwarzer Kalkstein, dessen Vorkommen von Porto Venere bis Marola bei La Spezia in Ligurien am Golf von La Spezia reicht. Mit goldfarbener Aderung ist dieser Naturwerkstein sehr begehrt und zählt zu den exklusivsten Dekorationsgesteinen der Welt.

## Namensgebung
Der Name dieses Natursteins setzt sich zusammen aus „Nero“ für seine schwarze Farbe, „Porto“ stammt von der den Steinbrüchen nahegelegenen Ortschaft Porto Venere und „Oro“ steht für die goldfarbenen Adern.
Zusätzlich unterschieden wird zwischen Porto Nero Giallo mit goldgelben Adern (ital. giallo = gelb) und dem weißadrigen Porto Nero Bianco. Ein weiterer Unterschied wird zwischen fein- (Portoro Macchia Fine) und grobgeaderten Steinschichten (Portoro Macchia Grande) gemacht.
In älteren Publikationen findet sich die Bezeichnung Portor di Portovenere. Das Gestein wurde auch im 19. Jahrhundert für repräsentative Zwecke auf dem Seewege in die Vereinigten Staaten verschifft, wobei es zu dieser Zeit unter dem Handelsnamen Black-gold Bekanntheit erlangte.

## Vorkommen
Das Vorkommen des Nero Portoro reicht von Porto Venere bis Marola. Es gibt dieses Gesteinsvorkommen auch auf den bei Porto Venere vorgelagerten Inseln Palmaria und Tino. Die Inseln sowie das Steinbruchgebiet auf dem Festland sind Teil des UNESCO-Welterbes Cinque Terre. Die aktiven Steinbrüche am Golf von La Spezia, überwiegend auf den Höhenzügen gelegen, werden zumeist unterirdisch betrieben. Der Abbau des Nero Portoro in den Bergen nördlich von Porto Venere erfolgte schon in den 1780er Jahren. Um 1833 war der Steinbruch auf der Insel Tino verlassen.
Im Süden der Insel Palmaria befindet sich ein historischer Steinbruch, in dem früher Nero Portoro abgebaut wurde. Zu sehen sind dort noch ein alter Kran, ein Flaschenzugsystem zum Transport der Steinblöcke und die Ruinen der Arbeiterunterkünfte.

## Geologie
Nero Portoro entstand im Unterjura während der Auffaltung des Apennin vor etwa 175 Millionen Jahren. Die Gesteinsbildung verlief küstennah in einer Meeresbucht, in der starker Algenwuchs herrschte und Plankton vorkam. In diesem Brackwasser mit Sauerstoffmangel und geringer Wellenbewegung konnte sich ein hoher Kohlenstoffgehalt ansammeln. Da die abgestorbenen Pflanzen und Meeresorganismen Faulschlamm erzeugten, färbte sich das Gestein grau bis schwarz. Durch auflagernden Druck und Kompaktion entstand aus dem kalk- und tonhaltigen Schlamm Kalkstein. Bei handwerklichen Arbeiten am Gestein setzt Nero Portoro den Geruch von Faulschlamm frei, nach Bearbeitung ist dies jedoch nicht mehr bemerkbar.
Durch die Verpressung und starke Auffaltung während seiner Entstehung bildeten sich stark strukturierte und aus Gesteinsbruchstücken geformte Lagen, die diesem Gestein sein typisches Dekor verleihen.

## Gesteinsbeschreibung
In dem Kalkstein befinden sich Adern aus goldgelbem, weißem oder weißgrauem Kalzit. Die goldgelb gefärbten Adern entstanden durch die Einlagerung von Limonit, einem Gemisch verschiedener Eisenverbindungen, und durchziehen als Stylolithen das Gestein. Der Kontrast von schwarzer und goldgelber Farbe gibt dem Naturstein sein charakteristisches Gepräge.
Die unterschiedlich stark gefalteten Adern sind zwischen etwa 1 bis 10 Millimeter dick. Die goldgelbe Farbe kann teilweise ins Gelbgraue oder Weiße übergehen. Am begehrtesten sind die Platten und Werkstücke, die ausschließlich schwarz und goldfarben sind.

## Verwendung
Der goldgelb geaderte Kalkstein, der auch unter der unzutreffenden Bezeichnung Marmor gehandelt wird, zählt zu den exklusiveren Natursteinen. Verwendet wird Nero Portoro seit dem Mittelalter. Im 18., 19. und 20. Jahrhundert fand dieses Gestein vor allem Verwendung im künstlerischen und kunstgewerblichen Bereich für Objekte des Innendekors, wie Säulen, Sockel, Kaminverkleidungen, Zierfelder an Wänden und Schalen. Eine typische und jüngere Verwendungsperiode ist die Zeit des Art déco. Häufig begegnet man ihm bei Schreibtischgarnituren mit eingepasstem Tintenfass und Vasen. Seit langer Zeit wird zumeist der goldfarbene Typ für Tischplatten verwendet oder als Wandbelag, an Möbeln und als Bodenbelag in exklusiven Räumen verbaut. Die Blockgrößen sind aufgrund des stark zerklüfteten Gesteinsvorkommens oft relativ kleinformatig, häufig bei einem Kubikmeter.
Nero Portoro ist auf Hochglanz polierfähig, verliert allerdings im Freien seine Politur.

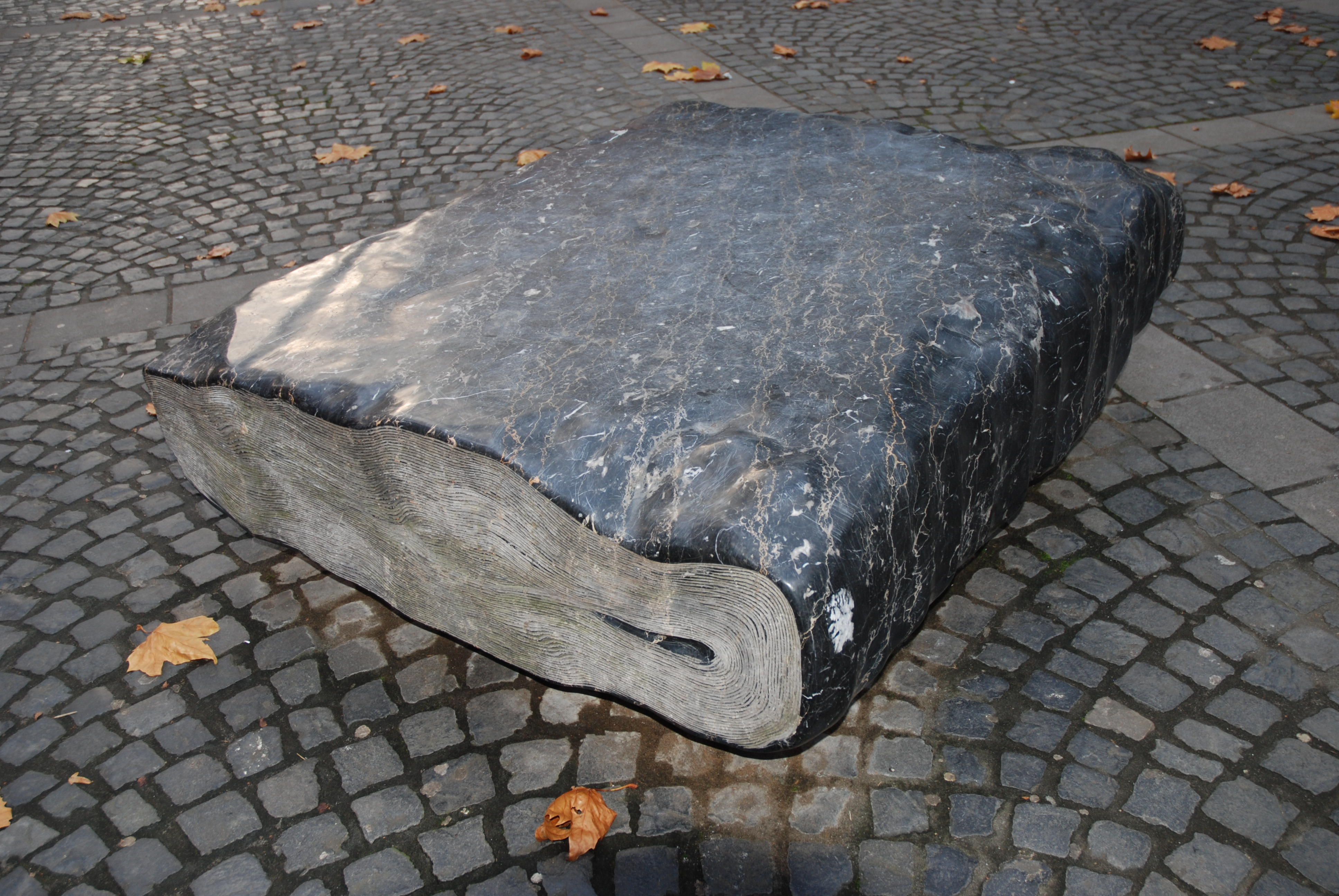
Steinbuch Hommage à Gutenberg von Kubach-Wilmsen (1978) vor dem Gutenberg-Museum in Mainz
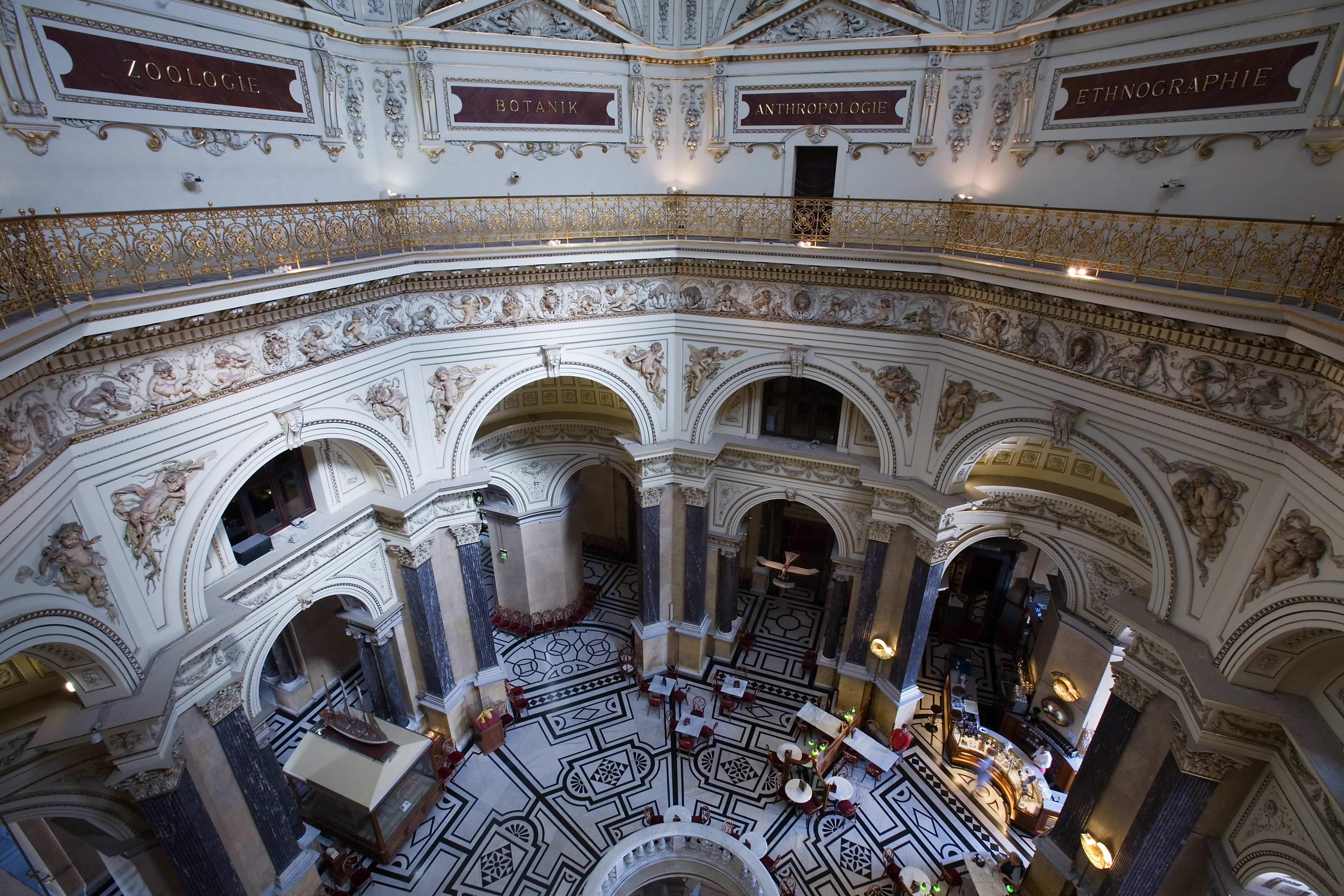
Naturhistorisches Museum Wien, runde und paarweise aufgestellte Säulen
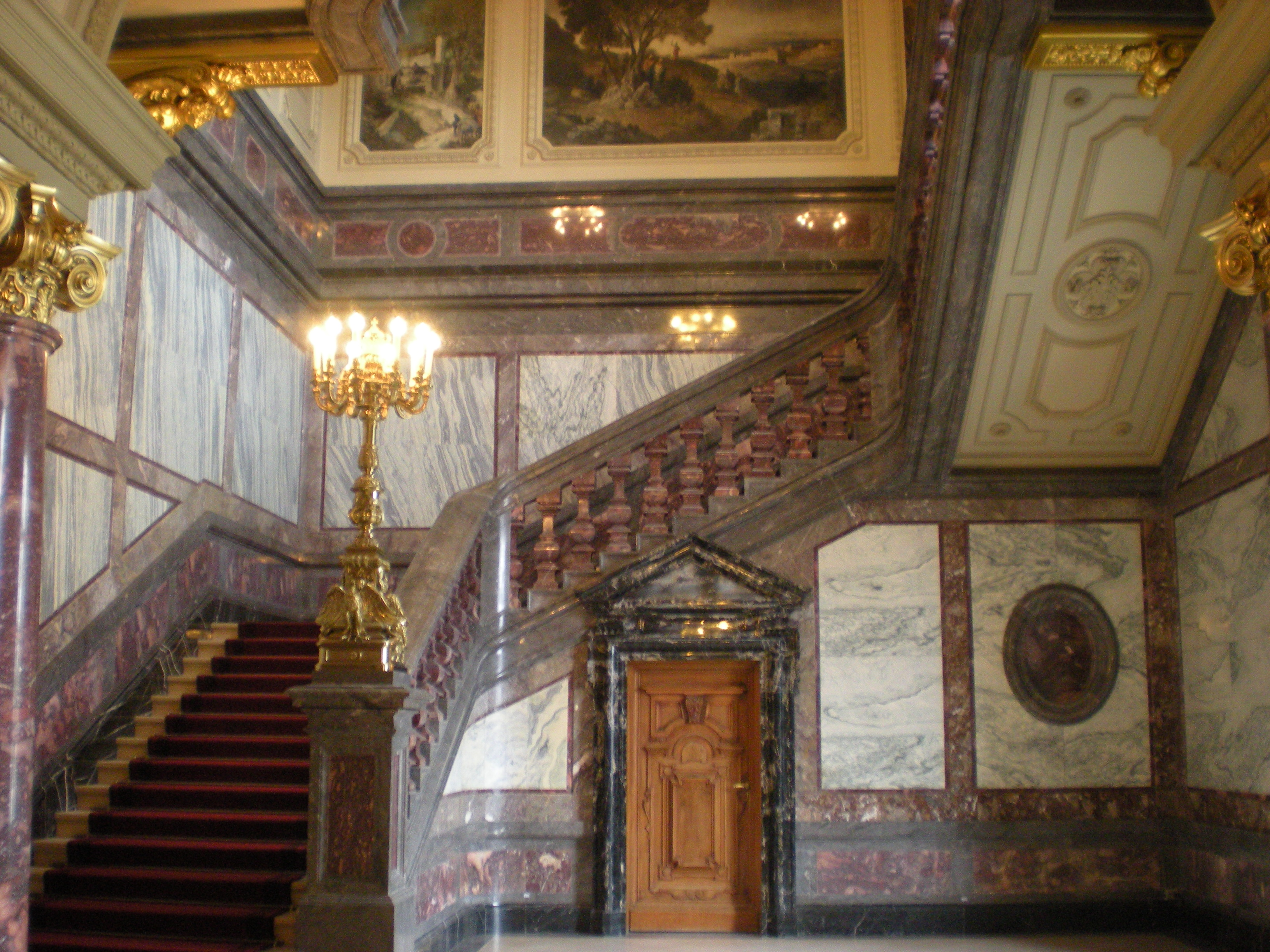
Berliner Dom, Türfassung im Kaiserlichen Treppenhaus
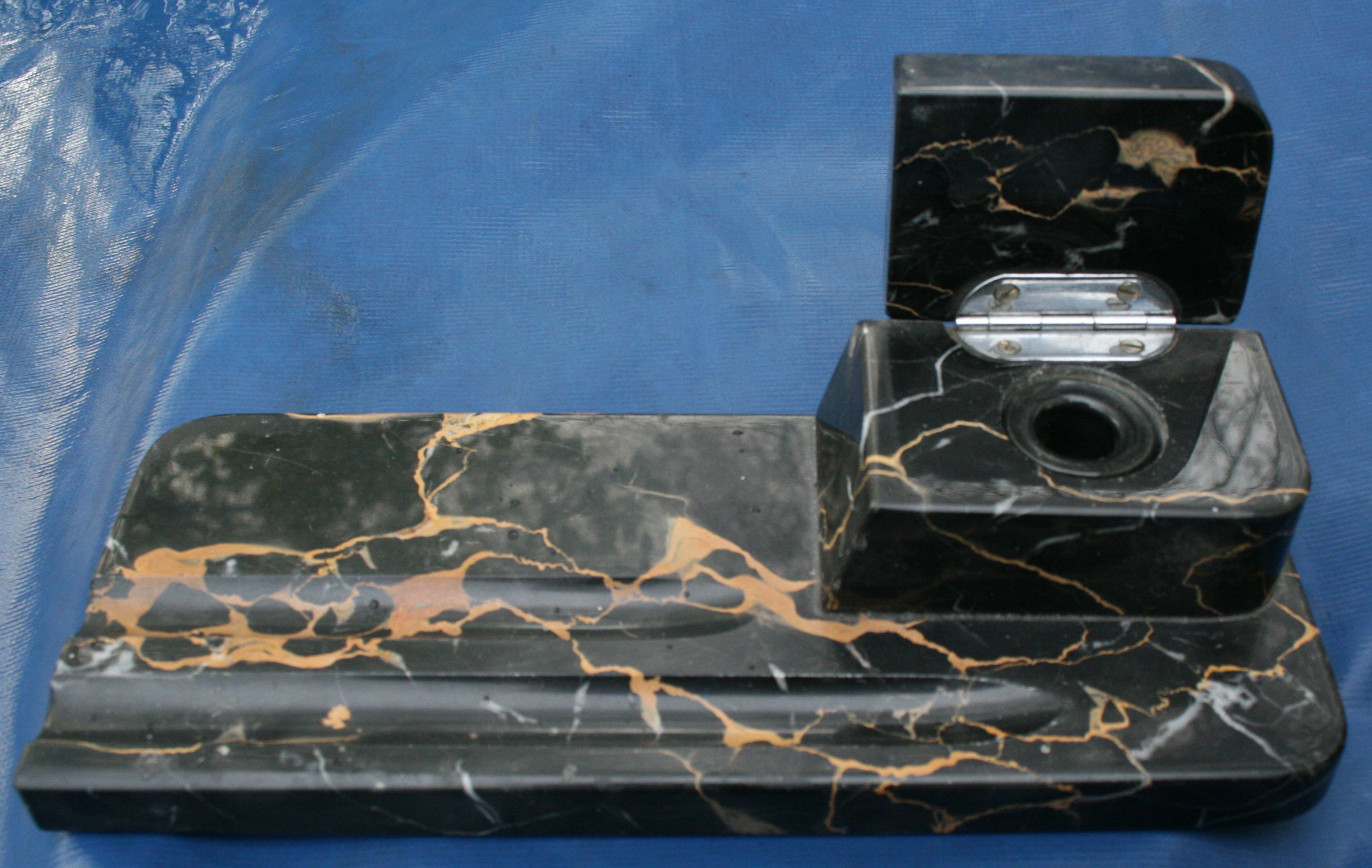
Tintenfass mit Stiftablage aus Nero Portoro Giallo (ca. 25 cm lang), mit goldfarbenen und wenigen weißen Adern
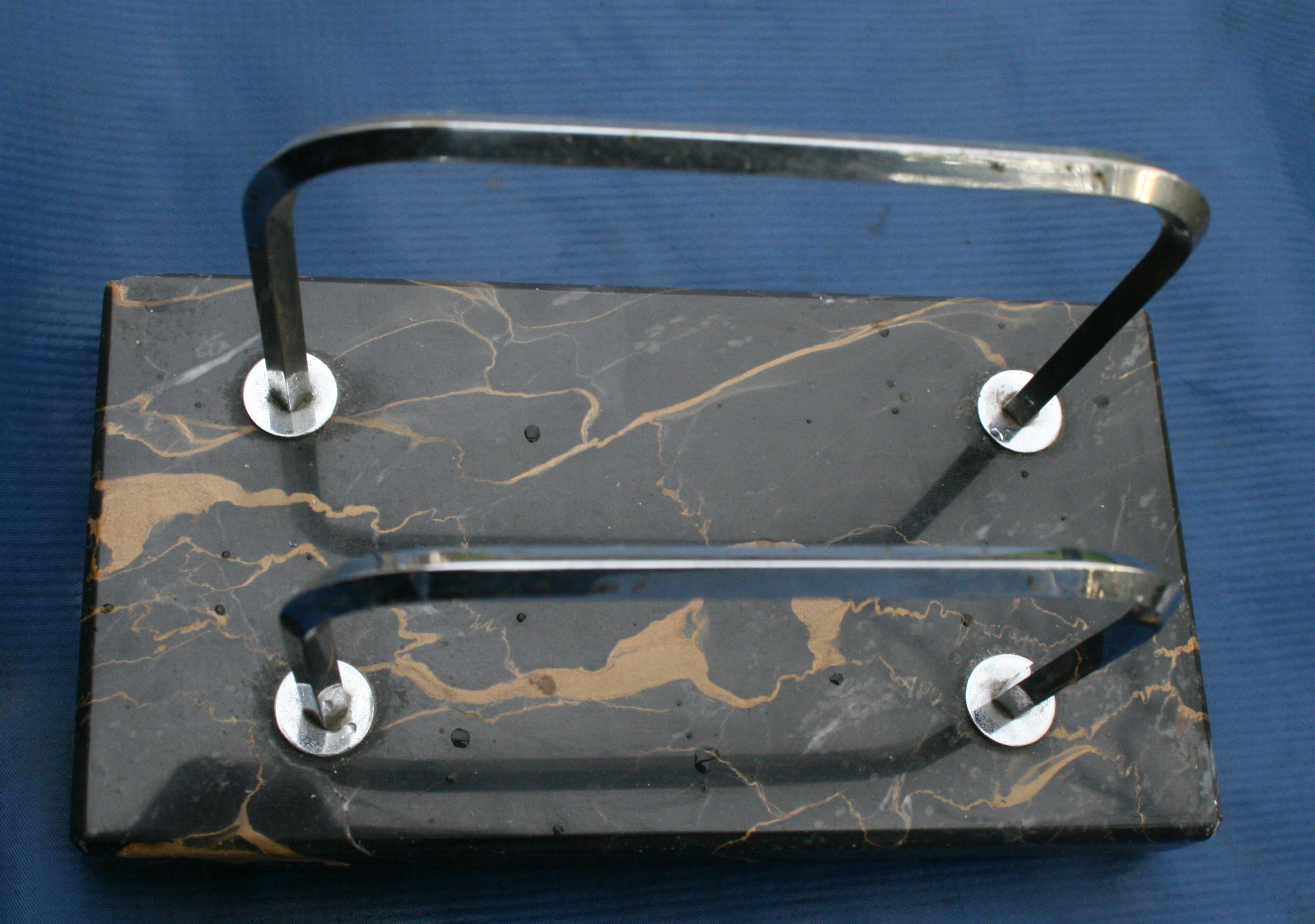
Briefhalter einer Schreibtischgarnitur aus Nero Portoro Giallo nur mit goldfarbenen Adern

## Verwendungsbeispiele
- Wien, Naturhistorisches Museum, 36 monolithische und 3,5 Meter hohe, paarweise aufgestellte Säulen in der oberen Kuppelhalle des Gebäudes (Entwürfe zum Gebäude: Gottfried Semper, Karl Freiherr von Hasenauer um 1871)
- Wien, Wiener Ringstraße, Palais Erzherzog Wilhelm, Fassaden je eines offenen Kamins im großen Festsaal und in einem Gang (Gesamtentwurf: Theophil Hansen, 1864–1868)[4]
- Wien, Kohlmarkt 12, Gebäude House of Gentlemen, Plattenverkleidung an der Hauptfassade[5]
- Paris, 8. Arrondissement, Innengestaltung der Pfarrkirche Sainte-Marie-Madeleine, Bau 1842 unter Leitung von Jean-Jacques-Marie Huvé abgeschlossen[6]
- Berlin, Berliner Dom, Gewände mit Architrav und angedeutetem Epistylion der Durchgangstür zur Tauf- und Traukapelle im Kaiserlichen Treppenhaus (Gesamtentwurf: Julius Carl Raschdorff, 1894–1905)[7]
- Genua, Chiesa del Gesù e dei Santi Ambrogio e Andrea, barocke Baluster der Altarschranke eines Seitenaltars mit dem Gemälde Sant'ignazio guarisce un'ossessa (Miracles of Saint Ignatius) von Peter Paul Rubens.[8]